# Челопечене (област Добрич)
 Тази статия е за селото в област Добрич.  За квартала на София вижте Челопечене.  
Челопечене е село в Североизточна България. То се намира в община Каварна, област Добрич.

## История
Старото име на селото е Ели бей. Около него има няколко тракийски гробници. Находките са изложени в музея на съседното село Вранино. Близо до него е открито и древно тракийско селище, както и статуя на малоазийската богинята на плодородието Кибела, или така наречената велика богиня майка. Мястото, където е открита тази находка, носи името Мънино, но по време на османската власт се нарича Осман паша (един турски чифлик). Карел Шкорпил открива тук някои керамични фрагменти и скитска монета. Също така тук е открито едно могилно погребение, даровете от които се съхраняват в музея на град Добрич. Те се състоят от тракийска сиво-черна чашка, изработена на ръка, керамика, урна и балсамарий.
Близо до Челопечене е открит храм на Кибела. Той се намира на остров в Дуранкулашкото езеро. Мястото заедно с храма на Кибела сега е известно под названието „Езерния град“. Селището е съществувало от 5400 до 4100 г. пр.н.е.. Оттук може да се заключи, че има тясна връзка между древното селище, открито в Челопечене, и Езерния град. Присъствието и на могилно погребение също свидетелства за това. С такива погребения са били удостоявани само обществено значими личности, като царе, жреци или старейшини.

## Население
Преброяване на населението през 2011 г.
Численост и дял на етническите групи според преброяването на населението през 2011 г.:
|                     | Численост | Дял (в %) |
| Общо                | 83        | 100,00    |
| Българи             | 57        | 68,67     |
| Турци               | 3         | 3,61      |
| Цигани              | 4         | 4,81      |
| Други               | 0         | 0,00      |
| Не се самоопределят | 0         | 0,00      |
| Неотговорили        | 17        | 20,48     |